# كفاءة كهربائية
الكفاءة الكهربائية (بالإنجليزية:  Electrical efficiency)‏ كفاءة الكيان (جهاز، آلة أو نظام) في الهندسة الكهربائية والإلكترونية بأنها الطاقة الخارجة مقسومة على إجمالي الطاقة الداخلة. يشار إلى كفاءة الكيان بالحرف اليوناني «إيتا» (η – ήτα).
{\displaystyle \mathrm {Efficiency} ={\frac {\mathrm {Useful\ power\ output} }{\mathrm {Total\ power\ input} }}}
الكفاءة كمية لا بعدية، إذا كانت الطاقة المستخدمة (الداخلة) لها نفس وحدات الطاقة الناتجة، أما في أغلب الأحيان، تكون للكفاءة تميز خاص بها. على سبيل المثال، يتم التعبير عن معدل الحرارة الناتج من محطات الوقود الأحفوري في وحدات الحرارة البريطانية بكيلو وات- ساعة. كفاءة إضاءة نظام يعبر عن كمية الضوء المرئي لكمية معينه من الطاقة ووحدتها هي ليومن لكل وات.

## كفاءة الأجهزة الكهربائية النموذجية
لا يجب الخلط ما بين كفاءة النظام وفاعليته. النظام الذي يهدر معظم الطاقة الداخلة لكن يولد المطلوب منه هو نظام فعال لكن بكفاءة سيئة. لذلك يفضل استخدام مصطلح الكفاءة عن مصطلح الفاعلية.

على سبيل المثال:
- قد لا تتعدى كفاءة مصباح الإضاءة 2% (مقدار الضوء الناتج) لكنه يظل فعال بنسبة 98% لأن باقي الطاقة قد تم تحويلها إلى طاقة حرارية (قد تصل فاعليته إلى 100% عند تحول الطاقة الضوئية إلى طاقة حرارية في نهاية المطاف).
- المضخم الإلكتروني (مثل السماعات) الذي يوصل 10 وات من الطاقة للحمل يقوم بسحب 20 وات من مصدر الطاقة هو فعال لكن بكفاءة 50%.
- الغلاية الكهربية لها كفاءة قد تتجاوز 90% في تحويل الطاقة الكهربائية إلى طاقة حرارية.[5]
- المحرك الكهربائي ذو الكفاءة العالية: لها كفاءة تتجاوز 90%. (المقال الرئيسي: الكفاءة الفائقة).[6]
- محولات الطاقة الكبيرة المستخدمة في الشبكة الكهربائية لنقل الطاقة قد تزيد كفائتها عن 99%. كانت كفاءة هذه المحولات في بدايات القرن التاسع عشر ثلث الكفاءة الحالية.

## كفاءة الأجهزة عند نقطة الحد الأقصى لنقل الطاقة
تنص نظرية الطاقة القصوى، أن الأجهزة تنقل الطاقة القصوى للحمل عندما تصل الكفاءة الكهربائية للجهاز إلى 50%. يحدث هذا عندما تتساوى مقاومة الحمل مع المقاومة الداخلية لمصدر الطاقة (وفقا لمبرهنة ثيفينين).

## الكفاءة
كفاءة المولدات والمحركات والمحولات كلها تقاس بنفس الطريقة وبنفس القانون
{\displaystyle Efficiency=Pout/Pin}
أو
{\displaystyle Efficiency=(Pout)/(Pout+Losses)}
أو
{\displaystyle Efficiency=(Pin-Losses)/(Pin)}

## كفاءة المصابيح الكهربائية
- المصباح الكهربائي المتوهج: حوالي 2%.
- مصباح الفلورسنت المدمج: من 7- 9%.
- مصابيح الليد: من 4-18%.

## النقاش
تتطلب الأنظمة التي تحتوي على بطاريات أن تكون ذات كفاءة عالية، للحد من الطاقة المهدرة الداخلة ومفاقيد النظام (سواء كانت حرارية، تيارات دوامية أو فيض هارب) للحصول على أكبر طاقة خرج يمكن الاستفادة منها. في البيئة التي تخضع لتحكم مناخي، مثل منزل أو مكتب، تؤثر الحرارة الناتجة عن الأجهزة إلى تقليل تكاليف التدفئة أو زيادة تكاليف تكييف الهواء.

## وصلات خارجية
- التحويل: كفاءة تحويل الطاقة بالنسبة المئوية لمكبرات الصوت
- اتفاقية وكالة الطاقة الدولية لتعزيز كفاءة الطاقة ومعايير المنتجات الكهربائية في جميع أنحاء العالم
- الكفاءة العظمى لمصادر الطاقة
- نظام تحديد الكفاءة